# In This Skin
Albums de Jessica Simpson
This Is the Remix
(2002) ReJoyce: The Christmas Album
(2004)
Singles
1. Sweetest Sin
Sortie : 2 juin 2003
2. With You
Sortie : 19 octobre 2003
3. Take My Breath Away
Sortie : 7 mars 2004
4. Angels
Sortie : 6 mai 2004

In This Skin est le troisième album de la chanteuse américaine Jessica Simpson, sorti le 19 août 2003. Les principaux thèmes de album sont l'amour, le romantisme, le mariage, le bien-être de soi-même mais aussi l'innocence et la virginité. Cet opus explore une musicalité pop, agrémentée de sonorités folk, rock, RnB, voire acoustique. 
L'album étant un succès, il est alors ré-édité le 2 mars 2004, comprenant trois titres bonus tels que : Take My Breath Away (reprise du groupe Berlin, qui officiait originellement de bande sonore pour le film Top Gun), Angels (reprise de Robbie Williams) et With You en version acoustique.
L'opus génère quatre singles : Sweetest Sin, qui arrive à la 37e place du Billboard, With You, qui s'érige à la 14e place dans les charts pendant vingt-trois semaines et qui fut également placé en tête du Billboard Pop Songs, Take My Breath Away, qui atteint la 10e place au Top 40 et Top 40 Mainstream et qui est également devenue no 1 au Billboard Hot 100 en termes de ventes de singles et Angels, une reprise de Robbie Williams, qui obtient la 23e position du Billboard Pop Songs.
"In This Skin" est un énorme succès aux États-Unis ou il fut placé en seconde place dans le Billboard 200, après s'être vendu à plus de 157 000 copies la première semaine. L'album reste dans le Top 10 pendant huit semaines non consécutives et reste dans le Top 100 pendant 61 semaines. Au total, l'album est resté pendant 75 semaines dans le Billboard 200. En décembre 2004, il a été certifié triple platine par la RIAA,. L'album a été placé à la 14e place dans le classement du Billboard, "Les albums de l'année de 2004". L'album s'est vendu à plus de 7 millions de copies dans le monde dont 4 millions aux États-Unis, à ce jour.
Le 29 mars 2005, l'album est ré-édité en format Dualdisc, comprenant l'album en édition collector du côté disque et du côté dvd : le même album en 5.1, agrémenté des vidéos comprenant : une scène du mariage entre Jessica et Nick, une scène d'enregistrement studio, des images de la 1re saison de leur émission Newlyweds, ainsi que les vidéoclips de Take My Breath Away et Angels.

## Historique
À la suite de son 2d opus Irresistible, sorti en 2001 et de son mariage avec Nick Lachey en 2002, il a été confirmé que Nick et Jessica avaient créé leur propre émission de télé-réalité intitulé Newlyweds: Nick and Jessica diffusée sur MTV. Au départ, l'émission était dédiée pour Michael Jackson et Lisa Marie Presley mais le couple a décidé de ne pas le faire. Le projet était mis en attente jusqu'en 2002, où son père, Joe Simpson, a pris contact avec MTV afin qu'ils fassent l'émission avec sa fille et son nouveau mari. L'émission devient vite très connue, obtenant ainsi le statut de phénomène culturel, mettant alors Jessica Simpson et son mari Nick Lachey, sur un piédestal.
Le 19 août 2003, elle sort son troisième album intitulé In This Skin afin de coïncider avec la première diffusion de son émission de télé Newlyweds.

## Composition
"Sweetest Sin", la piste qui office de 1er single et qui ouvre l'album, est écrite par Diane Warren et composée par Rick Wake. La chanson parle de Jessica ayant perdu sa virginité avec Nick. Le processus de l'enregistrement du single a été filmé pour leur émission. Au Départ, Jessica avait enregistré "Sweetest Sin" confidentiellement sous une forme légèrement remixée et a déclaré qu'elle était contente du résultat. Cependant, ses supérieurs chez Columbia Records lui ont dit qu'elle avait fait de la chanson une "chanson trop difficile" et ils ont estimé que des auditeurs potentiels seraient aliénés en la chantant.
Le second titre et second single de l'opus "With You", est écrit par Billy Mann, Andy Marvel, Jessica Simpson et produit par Billy Mann et Andy Marvel. Le morceau, de sonorité pop rythmée et entrainante, dévoile que Simpson, est une simple fille du Texas qui ne se soucie que de l'amour de son mari et de la façon d'être vraiment aimé.
Le troisième extrait "My Way Home", écrit par Jessica, Damon Elliott et Romeo Antoni et composé par Damon Elliott, est un titre r&b aux sonorités indienne, dévoilant la vie maritale de Simpson avec son mari.
"I Have Love You", morceau décrivant la rencontre ainsi que quelques moments amoureux de Jessica et Nick, est un titre pop, comportant des pièces pop  et des éléments rock, est écrit par Holly Hamar, Greg Barnhill, Denise Rich et composé par Holly Hamar et Greg Harnill. "Forbidden Fruit", cinquième morceau de l'opus, écrit par Jessica, Greg Fitzgerald et Thomas Nichols et produit par Greg Fitzgerald, est une chanson pop, aux influences dance-r&b, agrémentées de quelques sonorités électroniques, qui parle de sexualité.
"Everyday See You", ballade pop aux airs relaxants, écrite par Jessica, Andrew Williams, Franne Golde, Kasia Livingston et produite par Andrew Williams, Franne Golde et Kasia Livingston, décrypte son bonheur marital.
La septième chanson "Underneath", ballade pop agrémentée de violons, parlant de l'amour passionné à son mari mais aussi de ses craintes, est écrite Jessica, Matthew Harmon, Trina Harmon et composé par Keith Thomas.
"You Don't Have To Let Go", qui dévoile l'importance de son père dans sa vie, est une ballade  écrite par Jessica, Jason Davis, Trina Harmon et composée par Trina Harmon, qui est structurée uniquement d'un piano et de violons, mettant ainsi en valeurs, toutes les capacités vocales de Jessica. Le neuvième extrait, "Loving You", est un titre r&b, aux paroles sexuellement suggestives, écrit par Jessica Simpson, Darmon Elliott, Craig Young et composé pat Darmon Elliott. "In This Skin", la piste suivante qui dénomine l'opus, écrite par Jessica, Rob Fusari et Trina Harmon et composée par Rob Fusari, est un titre pop, aux influences country et folk, comportant quelques éléments rock, dévoile les insécurités de l'interprète, mais aussi et surtout le fait d'être à l'aise avec soi-même. L'extrait "Be", qui clôt la version originale de l'opus, est une ballade pop écrite par Jessica, Andrew Williams, Franne Golde, Kasia Livingston et composée par Andrew Williams, Franne Golde, Kasia Livingston, parlant des souhaits futurs de l'interprète ainsi que de son avenir depuis son mariage.
En 2004, l'album est ré-édité avec une nouvelle pochette et trois titres supplémentaires incluant : "Take My Breath Away" (reprise du groupe Berlin, qui officiait originellement de bande sonore pour le film Top Gun), "Angels" (reprise de Robbie Williams) et "With You" en version acoustique. De ce fait, la liste des pistes est bouleversée et l'opus ré-édité débute par "Angels", reprise de Robbie Williams, écrite Ray Heffernan, Robbie Williams, Guy Chambers et composée ici par Billyman, qui est une ballade pop dévoilant l'amour d'un enfant à une mère dont cet amour l'emmène vers les anges. "Take My Breath Away", écrit par Giorgio Moroder et Tom Whitlock, reprise du groupe Berlin, qui officiait originellement de bande sonore pour le film Top Gun et composée ici par Darmon Elliott, est une ballade pop, qui parle d'exaltation.

## Singles
Le 2 juin 2003, elle publie le premier single de l'opus, prénommé Sweetest Sin. Le single se classe à la 37e place du Billboard. Le vidéoclip qui accompagne la chanson, est réalisé par Dean Paraskavopoulos. Il y démontre Jessica et Nick en train de batifoler sur une plage. Jessica Simpson Sweetest Sin vidéo officielle Youtube.com
Le 19 octobre 2003 elle sort comme second single : With You. Il se place à la 65e place au Billboard Hot 100, dès la 1re semaine de sa sortie. Le 20 mars 2004, le tube s'érige à la 14e place dans les charts et reste à cette même place pendant vingt-trois semaines. Le single devient alors l'un des plus grands tubes de Jessica depuis I Wanna Love You Forever (1999) et est également placé en tête du Billboard Pop Songs. Il fut, par la suite, certifié or par la RIAA à la suite des ventes de ses 500 000 copies. La vidéo qui accompagne la chanson, est réalisée par Elliott Lester. Elle y dévoile Jessica pendant son émission de télé-réalité "Newlyweds", chantant en train de faire du ménage et du rangement. Jessica Simpson With You vidéo officielle Youtube.com
Le 7 mars 2004, elle commercialise un troisième single : Take My Breath Away, reprise du groupe Berlin, qui officiait originellement de bande sonore pour le film Top Gun. Le single, servant de promotion pour la ré-édition de l'album, atteint la vingtième position au Billboard Hot 100, ainsi que la dixième place au Top 40 et Top 40 Mainstream. La chanson, qui devient un énorme hit, est également devenue no 1 au Billboard Hot 100 en termes de ventes de singles. Bien que la chanson n'a pas battue des records dès sa sortie, elle se classe néanmoins dans d'autres classement américains tels que le Top 40 adultes, l'Adult Contemporary, le Hot 100 Airplay, le Hot Dance Club Play et Hot Digital Tracks. Le vidéoclip qui illustre le morceau, est réalisé par Chris Applebaum. Il y montre Jessica en train de rouler dans le désert, puis s'arretant dans un bar. Jessica Simpson Take My Breath Away vidéo officielle Youtube.com
Le 6 mai 2004 , elle délivre un quatrième single, Angels, reprise de Robbie Williams. La chanson obtient la 23e position du Billboard Pop Songs. La vidéo qui représente la chanson, est réalisée par Matthew Rolston. Elle y représente Jessica, vêtue en robe blanche, en train de chanter seule sur une scène de théâtre et qui rejoint sur le toit, à la fin de la chanson, un orchestre de violons qui joue pendant que des colombes s'envolent.  Jessica Simpson Angels vidéo officielle Youtube.com

## Performance commerciale
L'album débute à la dixième place dans le Billboard 200 après s'être vendu à plus de 64 000 copies, mais il descend ensuite de plus en plus dans les charts. En janvier 2004, l'album s'est vendu à seulement 565 000 copies.
La nouvelle édition de "In This Skin" fut placé en seconde place dans le Billboard 200 après s'être vendu à plus de 157 000 copies la première semaine. L'album reste dans le Top 10 pendant huit semaines non consécutives et reste dans le Top 100 pendant 61 semaines. Au total, l'album est resté pendant 75 semaines dans le Billboard 200. En décembre 2004, il a été certifié triple platine par la RIAA,. L'album a été placé à la 14e place dans le classement du Billboard, "Les albums de l'année de 2004". L'album s'est vendu à plus de 7 illions de copies dans le monde dont 4 millions aux États-Unis, à ce jour.
En Australie, l'album débute à la 40e place le 4 avril 2004. Il obtient la 13e meilleure position à la 7e semaine d'exploitation, devenant ainsi l'album le mieux classé de Simpson dans ce pays, étant ainsi classé pendant 27 semaine au top 50 . En Irlande, In This Skin débute au 58e rang, chutant à la 75e place dès la seconde semaine avant de s'érigé au 27e rang dès la 4e semaine ou l'opus se classe dans le Top75 pendant 8 semaines. Au Royaume-Uni, l'album débute à la 36e position, la même que celle pour le début de son 1er opus Sweet Kisses, avant de descendre à la 75e place à la 5e semaine. Au Canada, l'album est certifié disque d'or en s'érigeant à la 21e meilleure position. En Suède, l'opus débute à la 75e place et ce malgré l'absence de promotion par le biais de singles. En France, l'album s'érige à la 117e meilleure place.

## Liste des titres et formats

### Édition originale (2003)
| No  | Titre                    | Producteur(s)                         | Durée |
| --- | ------------------------ | ------------------------------------- | ----- |
| 1.  | Sweetest Sin             | Ric Wake, Richie Jones                | 3:14  |
| 2.  | With You                 | billymann, Marvel                     | 3:12  |
| 3.  | My Way Home              | Elliott                               | 3:13  |
| 4.  | I Have Loved You         | Lamar, Barnhill, David Munk, Lee Mars | 4:45  |
| 5.  | Forbidden Fruit          | Fitzgerald                            | 3:30  |
| 6.  | Everyday See You         | Williams, Golde, Livingston           | 4:18  |
| 7.  | Underneath               | Keith Thomas                          | 4:02  |
| 8.  | You Don't Have to Let Go | Harmon                                | 3:43  |
| 9.  | Loving You               | Elliott                               | 3:31  |
| 10. | In This Skin             | Fusari                                | 4:18  |
| 11. | Be                       | Williams, Golde, Livingston           | 4:11  |

### Édition collector (2004)
| No  | Titre                                     | Producteur(s)                         | Durée |
| --- | ----------------------------------------- | ------------------------------------- | ----- |
| 1.  | Angels                                    | billymann                             | 4:05  |
| 2.  | With You                                  | billymann, Marvel                     | 3:12  |
| 3.  | Take My Breath Away                       | Elliott                               | 3:15  |
| 4.  | My Way Home                               | Elliott                               | 3:13  |
| 5.  | Sweetest Sin                              | Ric Wake, Richie Jones                | 3:14  |
| 6.  | I Have Loved You                          | Lamar, Barnhill, David Munk, Lee Mars | 4:45  |
| 7.  | Forbidden Fruit                           | Fitzgerald                            | 3:30  |
| 8.  | Everyday See You                          | Williams, Golde, Livingston           | 4:18  |
| 9.  | Underneath                                | Keith Thomas                          | 4:02  |
| 10. | You Don't Have to Let Go                  | Harmon                                | 3:43  |
| 11. | Loving You                                | Elliott                               | 3:31  |
| 12. | In This Skin                              | Fusari                                | 4:18  |
| 13. | Be                                        | Williams, Golde, Livingston           | 4:11  |
| 14. | With You (acoustic version) (bonus track) | billymann, Marvel                     | 3:16  |

## Classement hebdomadaire
| Chart (2004)             | Peak position |
| ------------------------ | ------------- |
| Australie                | 13            |
| Canada                   | 45            |
| France                   | 117           |
| Irlande                  | 27            |
| Japon                    | 89            |
| Nouvelle-Zélande         | 41            |
| Suisse                   | 78            |
| Royaume-Uni              | 36            |
| U.S. Billboard 200       | 2             |
| U.S. Top Internet Albums | 3             |